# كنيس أور تورا بتونس

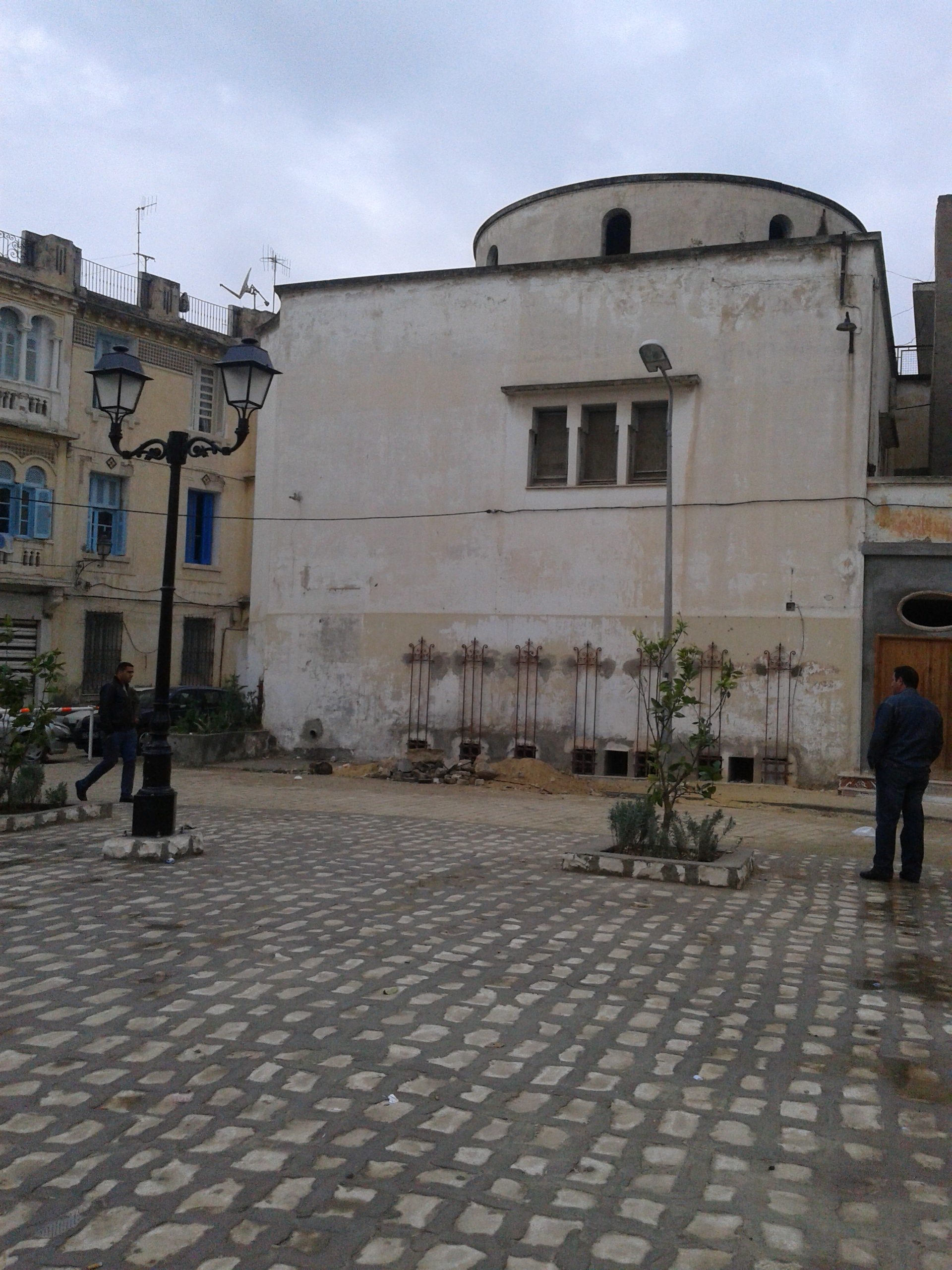
منظر للكنيس في وضعه الحالي.

كنيس أور تورا بتونس (بالفرنسية: Synagogue Or-Thora de Tunis)‏، هو كنيس يهودي تونسي قديم وغير مستعمل، يقع في نهج عاشور في الحي اليهودي القديم في تونس العاصمة، الذي كان يسمى الحارة (حي الحفصية الآن).

## التاريخ
صُمِّم هذا الكنيس اليهودي من قِبل المهندسين المعماريين إيمي كريف (بالفرنسية: Aimé Krief)‏ وجون سيباج (بالفرنسية: Jean Sebag)‏، حيثُ انتُهي من بنائه في أوائل الثلاثينيات وذلك قبل سنواتٍ قليلةٍ من بداية الحرب العالمية الثانية، وقد زار الحبيب بورقيبة الذي شغل منصب رئيس تونس من 1957 إلى 1987 الكنيس في الثاني عشر من شباط/فبراير 1957.
بعد رحيل معظم اليهود التونسيين إلى إسرائيل وفرنسا في أعقابِ احتلال إسرائيل لفلسطين وحرب الأيام الستة وما تلاها من أعمال شغبٍ مناهضةٍ لليهود، والتي تضمَّنت حرق سفر التوراة في الكنيس، توقَّف الأخير عن تقديمِ الخدمات الدينية فأصبح كنيسًا مُغلقًا منذُ مدة طويلة.
هناك نقاشاتٌ مستمرةٌ بين الجالية اليهودية التونسية وسكان الحفصية لتحويل كنيس أور ثورا إلى متحفٍ للحارة، وكانت ليلى بن قاسم  قد قادت مشروعًا قدمته وفريقٌ من المهندسون المعماريين من جمعية صيانة مدينة تونس – وهي منظمةٌ غير حكوميّة – بهدفِ إنقاذ الكنيس من التدهور التام.

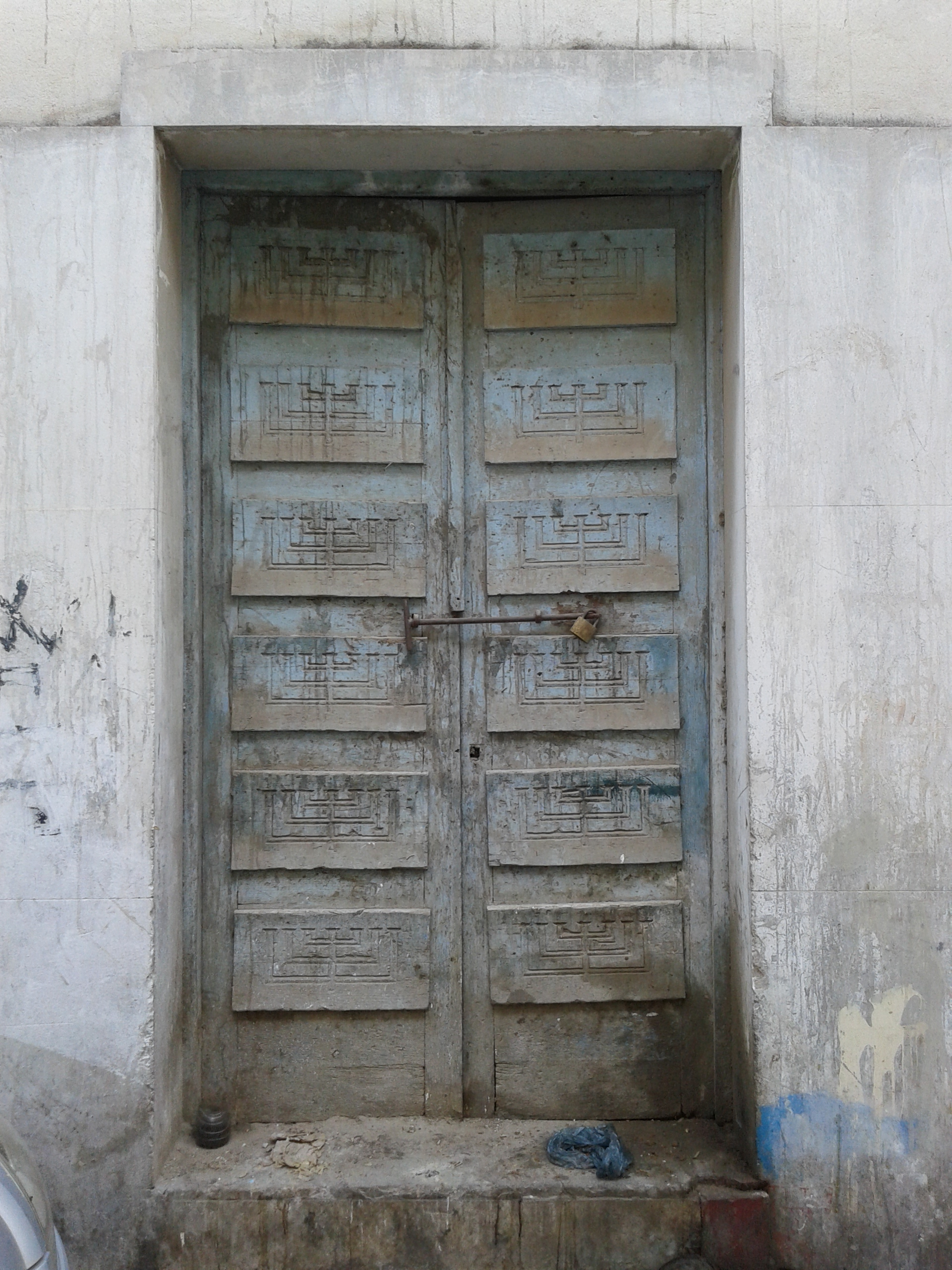
باب كنيس أور ثورا في تونس.